# أليساندرو جالانت
ألكسندر جالانت (بالإيطالية: Alessandro Gentile) مواليد 12 نوفمبر 1992، هو لاعب كرة سلة إيطالي يلعب مع فريق أولمبيا ميلانو ويحمل الرقم 5. يبلغ طوله 6 قدم 6 3⁄4 بوصة (2.0 م). مثّل منتخب إيطاليا لكرة السلة.

## فرق لعب لها
- أولمبيا ميلانو

## روابط خارجية
- أليساندرو جالانت على موقع الاتحاد الدولي لكرة السلة (الإنجليزية)
- أليساندرو جالانت على موقع الدوري الأوروبي لكرة السلة (الإنجليزية)
- أليساندرو جالانت على موقع سبورتس رفرنس (الإنجليزية)
- أليساندرو جالانت على موقع الدوري الإسباني لكرة السلة (الإسبانية)
- أليساندرو جالانت على موقع كرة السلة الأوروبية.كوم (الإنجليزية)
- أليساندرو جالانت على موقع DraftExpress.com (الإنجليزية)
- أليساندرو جالانت على موقع إي إس بي إن.كوم (الإنجليزية)
- أليساندرو جالانت على موقع ريلجم (الإنجليزية)
- أليساندرو جالانت على موقع بروبوليرز (الإنجليزية)
- أليساندرو جالانت على موقع سبورتس رفرنس (الإنجليزية)